# Ommata bucki
Ommata bucki är en skalbaggsart som beskrevs av Julius Melzer 1935. Ommata bucki ingår i släktet Ommata och familjen långhorningar. Inga underarter finns listade i Catalogue of Life.